# Kabir

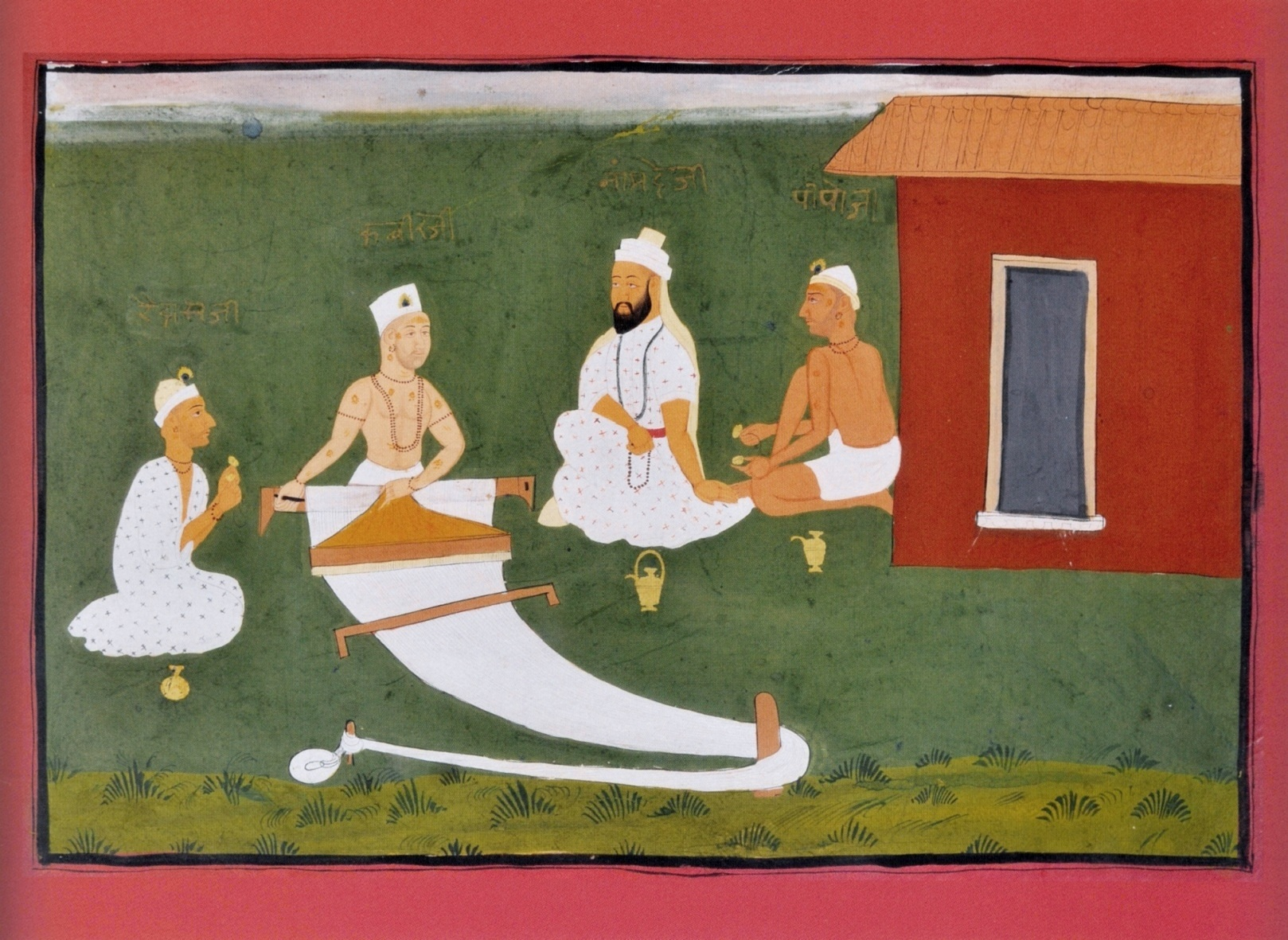
Kabir amb Namdeva, Raidas i Pipaji. Jaipur, inici del, Museu Nacional, Nova Delhi.

Kabir (Benarés, 1440 - Maghar, 1518) fou un poeta, músic, místic, filòsof i sant de l'Índia, la literatura del qual influencià el moviment religiós bhakti (‘devocional’). Se'l coneix també com Bhagat Kabir Yi (‘sant Kabir’). Kabir és el poeta místic més venerat de l'Índia. Va influenciar molt la comunitat sikh i se'l considera integrant de la primera generació de sants del nord del país.
No es va definir ni com a hinduista, ni com a musulmà, ni com a sufí. Menyspreà credos, denominacions, ascetismes i religions portant la filosofia oriental cap a un nou rumb. Per a Kabir la vida es reduïa a un joc entre l'ànima de cada home (yivatma) i Déu (paramatma). Aconseguir la unió de tots dos esdevenia la missió de la vida terrenal.
Els seus escrits van influir en el moviment bhakti de l'hinduisme, i els seus versos es troben a l'escriptura sikhisme Guru Granth Sahib, el Satguru Granth Sahib de Saint Garib Das, i Kabir Sagar.
Nascut a la ciutat de Benarés, a l'actual Uttar Pradesh, és conegut per ser crític tant amb la religió organitzada com amb les religions. Va qüestionar el que considerava que eren les pràctiques sense sentit i poc ètiques de totes les religions, principalment el que considerava que eren pràctiques incorrectes a les religions hindú i musulmana. Durant la seva vida, va ser amenaçat tant per hindús com per musulmans per les seves opinions. Quan va morir, diversos hindús i els musulmans que havia inspirat el van reclamar com el seu.
Kabir va suggerir que la «veritat» és amb la persona que està en el camí de la rectitud, considerada tot, viu i no viu, com a divina, i que està passivament deslligada dels afers del món. Per conèixer la Veritat, va suggerir Kabir, deixeu anar el «jo» o l'ego. El llegat de Kabir perviu i continua a través del Panth Kabir (‘Camí de Kabir’), una comunitat religiosa que el reconeix com el seu fundador i és una de les sectes de Sant Mat. Els seus membres es coneixen com Kabir panthis.

## Biografia
Els anys del naixement i la mort de Kabir no estan clars. Alguns historiadors afavoreixen 1398–1448 com el període que va viure Kabir, mentre que altres afavoreixen 1440–1518. En general, es creu que Kabir va néixer el 1398 (Samvat 1455), el dia de lluna plena del mes de Jyeshtha (segons el calendari històric hindú Vikram Samvat) a l'època de Brahmamuharta. Hi ha un considerable debat acadèmic sobre les circumstàncies que envolten el naixement de Kabir. Molts seguidors de Kabir creuen que Kabir va venir de Satloka en assumir el cos de llum, i es va encarnar en una flor de lotus i afirmen que el rishi Ashtanand va ser el testimoni directe d'aquest incident, que ell mateix va aparèixer en una flor de lotus a l’estany de Lahartara.
Alguns relats esmenten que Kabir en forma de nen va ser trobat al llac Lahartara per un teixidor musulmà anomenat Niru i la seva dona Nima que el van criar com els seus pares.
Es creu que Kabir es va convertir en un dels molts deixebles del poeta-sant bhakti Swami Ramananda a Benarés, conegut pel vixnuisme devocional amb una forta inclinació a la filosofia monista Advaita que ensenyava que Déu estava dins de cada persona, tot. Els primers textos sobre la seva vida el situen amb la tradició vaishnava de l'hinduisme així com amb la tradició sufí de l'islam. Segons Irfan Habib, les dues versions manuscrites del text persa Dabistan-i-Mazahib són els primers textos coneguts amb informació biogràfica sobre Kabir. El Dabistan-i-Mazahib afirma que Kabir és un Bairagi (yogui Vaishnava) i afirma que és un deixeble de Ramanand (el text es refereix a ell repetidament com «Gang»).
Kabir Chaura, celebra la seva vida i els seus temps. Acompanyant la propietat hi ha una casa anomenada Nīrūṭīlā (नीरू टीला) que allotja les tombes de Niru i Nima.

## Poesia
Els poemes de Kabir estaven en hindi vernacular, manllevats de diversos dialectes com el braj, el bhojpuri i l'awadhi. Cobreixen diversos aspectes de la vida i demanen una devoció amorosa per Déu. Kabir va compondre els seus versos amb paraules hindi senzilles. La major part de la seva obra estava relacionada amb la devoció, el misticisme i la disciplina.
| «                                                          | On regna la primavera, el senyor de les estacions, allà la música sense tocar sona per si mateixa, Allà els corrents de llum flueixen en totes direccions, pocs són els homes que poden travessar aquesta riba! Allà, on milions de Krishna estan amb les mans plegades, On milions de Vixnus inclinen el cap, on milions de Brama estan llegint els Vedes, On milions de Shivas es perden en la contemplació, on milions d'Indraa habiten al cel, On els semidéus i els munis no són numerats, on milions de Sarasvatí, deessa de la música toquen la vina, Hi ha el meu Senyor revelat a si mateix, i l'olor de les sandàlies i les flors habita en aquelles profunditats. | » |
| — Kabir, II.57, Traduït a l'anglès per Rabindranath Tagore | |   |

Kabir i els seus seguidors van anomenar els seus poemes de saviesa escrits verbalment com bāņīs (‘enunciats'). Aquests inclouen cançons i cobles, anomenats de diverses maneres dohe, śalokā (sànscrit: ślokā) o sākhī (sàkṣī). Aquest darrer terme significa ‘testimoni’, implicant que els poemes són proves de la Veritat.
Les obres literàries amb composicions atribuïdes a Kabir són Kabir Bijak, Kabir Parachai, Sakhi Granth, Adi Granth (sikh) i Kabir Granthawali (Rajasthan). Tanmateix, excepte Adi Granth, existeixen versions significativament diferents d'aquests textos i no és clar quina és la més original; per exemple, Kabir Bijak existeix en dues recensions importants. L'anàlisi acadèmica més profunda de diverses versions i traduccions s'atribueix a Charlotte Vaudeville, l'estudiosa francesa del segle xx sobre Kabir.
Hi ha 82 obres atribuïdes a Kabir tal com s'esmenta a Kabir and the Kabir panth de Westcott. El mateix Shyamsundar va treure a la llum dos manuscrits notables que va publicar el 1928. Un d'aquests manuscrits portava la data de 1504 i l'altre de 1824. Sens dubte va ser una troballa important.
Els poemes de Kabir es van compondre verbalment al segle XV i es van transmetre boca-orella durant el segle xvii. Kabir Bijak va ser compilat i escrit per primera vegada al segle xvii. Els estudiosos afirmen que aquesta forma de transmissió, a través de la geografia i entre generacions, va generar canvis, interpolacions i corrupció dels poemes. A més, es van fabricar de manera creativa cançons senceres i es van inserir noves cobles per autors desconeguts i atribuïdes a Kabir, no per deshonestedat sinó per respecte cap a ell i per l'exuberància creativa de la tradició oral anònima que es troba a les obres literàries índies. Els estudiosos han intentat establir una poesia que realment provenia de Kabir i el seu valor d'historicitat.

### Autenticitat
S'atribueixen nombrosos poemes a Kabir, però ara els estudiosos dubten de l'autenticitat de moltes cançons que se li atribueixen.
La traducció i recopilació a l'anglès de Rabindranath Tagore Cent poemes de Kabir es va publicar per primera vegada el 1915, i ha estat un clàssic reimprès i de gran difusió, especialment a Occident. Els estudiosos creuen que només sis dels seus centenars de poemes són autèntics, i s'han qüestionat si Tagore va introduir les perspectives teològiques predominants en Kabir, ja que va traduir poemes de principis del segle XX que suposava que eren de Kabir. No obstant això, els poemes no autèntics pertanyen al moviment bhakti a l'Índia medieval, i poden haver estat composts per admiradors de Kabir que van viure més tard.

### Filosofia

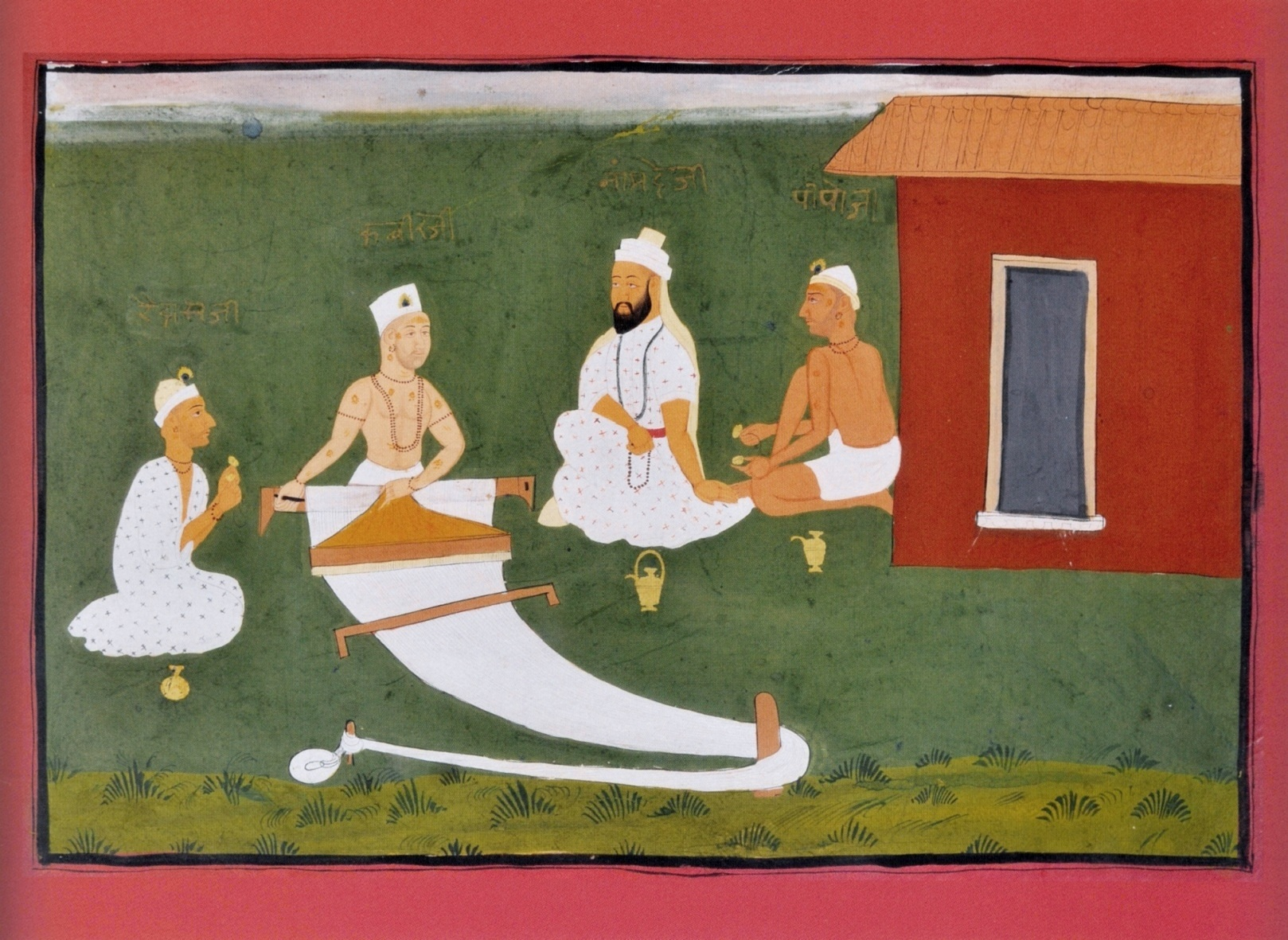
Kabir amb Namadeva, Raidas i Pipaji. Jaipur, principis del segle XIX

Segons Linda Hess, "Alguns comentaristes moderns han intentat presentar Kabir com un sintetitzador de l'hinduisme i l'islam, però la imatge és falsa. Mentre es va inspirar en diverses tradicions segons ell, Kabir va declarar enfàticament la seva independència de les dues religions principals dels seus compatriotes, va atacar enèrgicament el que considerava les bogeries d'aquestes religions i va intentar encendre el foc d'una autonomia i coratge similars en aquells que pretenia ser els seus deixebles. Va adoptar la seva terminologia i conceptes, però els va criticar enèrgicament tots dos. Va qüestionar la necessitat de qualsevol llibre sagrat, tal com es diu a Kabir Granthavali de la següent manera:
| «                                                               | Llegint llibre rere llibre, el món sencer va morir, i mai ningú va aprendre! Però entendre la matèria arrel és el que els va fer adquirir el coneixement! | » |
| — Kabir Granthavali, XXXIII.3, Traduit per Charlotte Vaudeville | |   |

Molts estudiosos interpreten que la filosofia de Kabir qüestiona la necessitat de la religió, en lloc d'intentar proposar la unitat hindú-musulmana o una síntesi independent d'una nova tradició religiosa. Kabir va rebutjar la hipocresia i els rituals equivocats evidents en diverses pràctiques religioses del seu temps, incloses les de l'islam i l'hinduisme.
| «                                                         | Sants que he vist en tots dos sentits. Els hindús i els musulmans no volen disciplina, volen menjar saborós. L'hinduista fa el dejuni de l'onzè dia, menjant castanyes i llet. Frena el gra però no el cervell, i trenca el dejuni amb carn. El turc [musulmà] prega diàriament, dejuna un cop l'any i canta "Déu!, Déu!" com un gall. Quin cel està reservat per a les persones que maten pollastres a la foscor? En lloc de la bondat i la compassió, han rebutjat tot el desig. Un mata amb una costella, un deixa caure la sang, a les dues cases crema el mateix foc. Els turcs i els hindús tenen una manera, el guru ho va deixar clar. No diguis Ram, no diguis Khuda [Al·là], això diu Kabir. | » |
| — Kabir, Śabda 10, Traduït per Linda Hess i Shukdeo Singh | |   |

A Bijak, Kabir es burla de la pràctica de resar a avatars com Buda del budisme, afirmant «no parleu al mestre Buda, ell no va abatre els diables». Kabir va instar la gent a mirar dins i considerar tots els éssers humans com a manifestació de les formes vives de Déu.
| «                                                          | Si Déu està dins de la mesquita, llavors a qui pertany aquest món? Si Ram es troba dins de la imatge que trobes en el teu pelegrinatge, llavors, qui hi ha per saber què passa sense? Hari és a Orient, Al·là és a Occident. Mira dins del teu cor, perquè allà trobaràs tant en Karim com en Ram; Tots els homes i dones del món són les seves formes vivents Kabir és el fill d'Al·là i de Ram: Ell és el meu Guru, Ell és el meu Pir. | » |
| — Kabir, III.2, Traduït a l'anglès per Rabindranath Tagore | |   |

Charlotte Vaudeville afirma que la filosofia de Kabir i altres sants del moviment Bhakti és la recerca de l'Absolut. La noció d'aquest Absolut és nirguna que, escriu Vaudeville, és la mateixa que "el concepte Upanishadic del Brahman-Atman i la interpretació monista Advaita de la tradició vedàntica, que nega qualsevol distinció entre l'ànima [dins d'un ésser humà] i Déu, i insta l'home a reconèixer en ell mateix la seva veritable naturalesa divina". El vodevil assenyala que aquesta filosofia de Kabir i altres sants Bhakti és autocontradictòria, perquè si Déu és dins, llavors això seria una crida a abolir tot bhakti extern. Aquesta inconsistència en l'ensenyament de Kabir pot haver estat diferenciant la "unió amb Déu" del concepte de "fusionar-se en Déu, o Unitat en tots els éssers". Alternativament, afirma Vaudeville, la saguna prema-bhakti (devoció tendra) pot haver estat preposicionada com el viatge cap a l'autorealització del nirguna Braman, una universalitat més enllà del monoteisme.
David N. Lorenzen i Adrián Muñoz tracen aquestes idees de Déu en la filosofia de Kabir com nirguna Braman a les de les teories d'Adi Xankara sobre l'escola Advaita Vedanta de l'hinduisme, encara que amb algunes diferències.

### Influència de l'Islam
Lorenzen, en la seva ressenya de la filosofia i la poesia de Kabir, escriu, «el grau en què Kabir va agafar elements de l'islam és controvertit». Molts estudiosos recents han argumentat que simplement va rebutjar l'Islam i va prendre gairebé totes les seves idees i creences de la tradició hindú.
Els sadhus contemporanis de Kabir Panth fan aproximadament el mateix argument. La major part del vocabulari utilitzat en les seves cançons i versos s'ha manllevat directament de la tradició hindú. Alguns estudiosos afirmen que les imatges sexuals d'uns quants dels poemes de Kabir reflecteixen una influència mística de l'Islam sufí, on Kabir inverteix la representació tradicional sufí d'una dona-déu i un home devot que anhelen una unió, i en comptes d'això utilitza les imatges del Senyor-marit i devot-núvia. Altres estudiosos, en canvi, afirmen que no és clar si les idees sufís van influir en bhakti sants com Kabir o a l'inrevés, suggerint que probablement es van desenvolupar conjuntament mitjançant la interacció mútua.
Kabir va abandonar l'islam, afirma Ronald McGregor. Kabir, no obstant això, va criticar pràctiques com matar i menjar una vaca per part dels musulmans, d'una manera els hindús van criticar aquestes pràctiques:
| «                                              | Hem buscat el turaki Dharam (religió turca, islam), aquests professors llencen molts llamps, Temeràriament, mostren un orgull sense límits mentre expliquen els seus propis objectius, maten vaques. Com poden matar la mare, la llet de la qual beuen com la d'una nodrita? Els joves i els vells beuen púding de llet, però aquests ximples es mengen el cos de la vaca. Aquests imbècils no saben res, passegen per la ignorància, Sense mirar al cor, com es pot arribar al paradís? | » |
| — Kabir, Ramaini 1, Traduït per David Lorenzen | |   |

### Persecució i impacte social
Les cobles de Kabir suggereixen que va ser perseguit per les seves opinions, mentre era viu. Va afirmar, per exemple,
| «                    | Sants veig que el món està boig. Si dic la veritat, s'afanyen a colpejar-me, si menteixo confien en mi. | » |
| — Kabir, Shabad - 4, | |   |

La resposta de Kabir a la persecució i la calúmnia va ser donar-li la benvinguda. Va anomenar el calumniador amic, va expressar agraïment per la calúmnia, perquè el va apropar al seu déu. Winand Callewaert tradueix un poema atribuït a Kabir en la tradició guerrer-ascètica Dadupanthi dins de l'hinduisme, com segueix:
| «                    | Mantingueu el calumniador a prop vostre, construïu-li una cabana al vostre pati... Perquè, sense aigua ni sabó, ensabonarà el teu personatge. | » |
| — Kabir, Sākhī 23.4, | |   |

Les llegendes sobre Kabir el descriuen com el desfavorit que, tanmateix, és victoriós en els judicis d'un sultà, un braman, un cadi, un comerciant, un déu o una deessa. Els missatges ideològics de les llegendes apel·laven als pobres i als oprimits. Segons David Lorenzen, les llegendes sobre Kabir reflecteixen una "protesta contra la discriminació social i l'explotació econòmica", presenten la perspectiva dels pobres i sense poder, no dels rics i poderosos. No obstant això, molts estudiosos dubten que aquestes llegendes de persecució siguin autèntiques, apunten a la manca de cap evidència corroborant, consideren poc probable que un sultà musulmà prengués ordres dels bramans hindús o la pròpia mare de Kabir va exigir que el sultà castigués Kabir, i qüestionar la historicitat de les llegendes sobre Kabir.

## Llegat

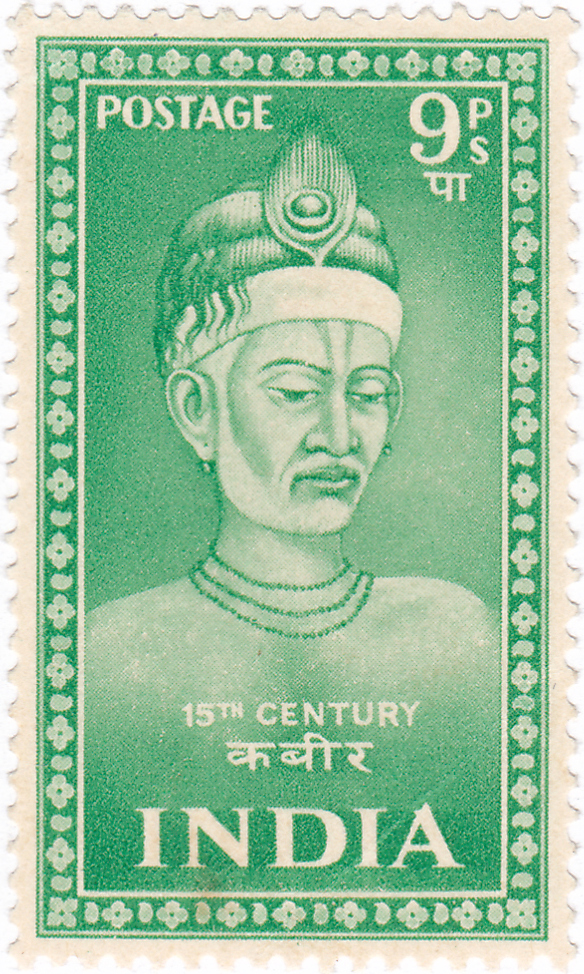
Segell postal indi que representa Kabir, 1952

El llegat de la literatura Kabir va ser defensat per dos dels seus deixebles, Bhāgodās i Dharmadās. Les cançons de Kabir van ser recollides per Kshitimohan Sen de mendicants de tota l'Índia, aquestes van ser traduïdes a l'anglès per Rabindranath Tagore.
Arvind Krishna Mehrotra fa les noves traduccions a l'anglès de Songs of Kabir. August Kleinzahler escriu sobre això: "És Mehrotra qui ha aconseguit captar la ferocitat i l'energia d'improvisació de la poesia de Kabir".
El llegat de Kabir continua sent portat pel Panth Kabir ("Camí de Kabir"), una comunitat religiosa que el reconeix com a fundador i que és una de les sectes de Sant Mat. Aquesta comunitat es va fundar segles després de la mort de Kabir, en diverses parts de l'Índia, durant els segles XVII i XVIII. Es calcula que els seus membres, coneguts com Kabir panthis, són al voltant de 9,6 milions. Estan repartits pel nord i el centre de l'Índia, així com amb la diàspora índia per tot el món, en comparació amb 843.171 en el cens de 1901.
Hi ha dos temples dedicats a Kabir situats a Benarés. L'un d'ells és mantingut pels hindús, mentre que l'altre ho és pels musulmans. Tots dos temples practiquen formes similars de culte on les seves cançons es canten diàriament. Altres rituals d’aarti i de distribució de prasad són similars a altres temples hindús. Els seguidors de Kabir són vegetarians i s'abstenen de beure alcohol.

### Kabir, Guru Nanak i Guru Granth Sahib

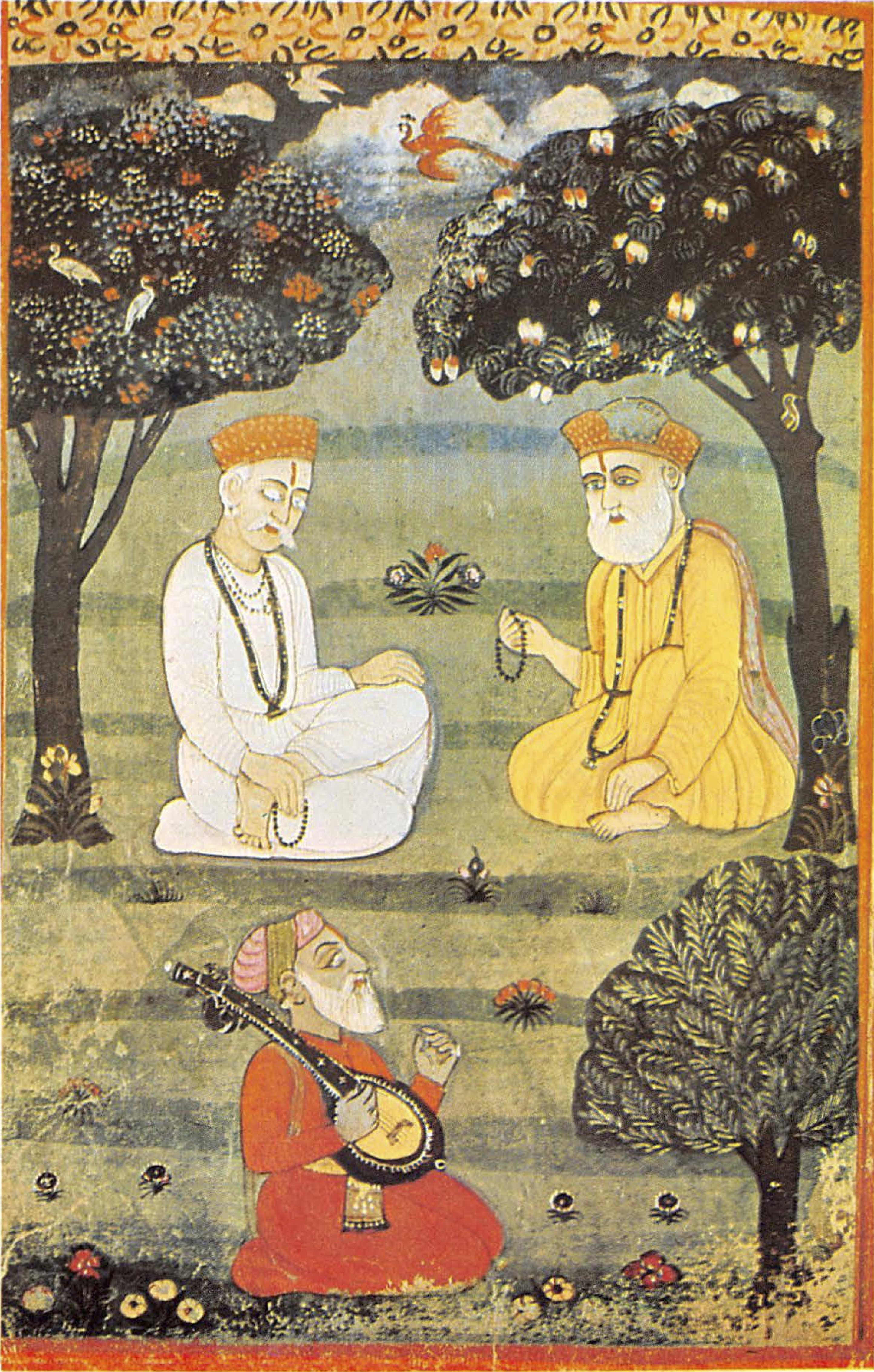
Nanak (dreta) i Mardana (en primer pla) amb Bhagat Kabir (esquerra). Aquesta pintura es troba al B-40 Janamsakhi, escrit i pintat el 1733. La pintura va ser realitzada per Alam Chand Raj

Els versos de Kabir es van incorporar al Guru Granth Sahib Ji, l'escriptura del sikhisme, i els versos atribuïts a Kabir constitueixen la contribució més gran no sikh.
Alguns estudiosos afirmen que les idees de Kabir van ser una de les moltes influències sobre el Guru Nanak, que va fundar el sikhisme al segle XV. Altres estudiosos sikh no estan d'acord, afirmant que hi ha diferències entre les opinions i pràctiques de Kabir i Nanak.
Harpreet Singh, citant Hew McLeod, afirma: "En la seva primera etapa, el sikhisme era clarament un moviment dins de la tradició hindú; Nanak es va criar hindú i finalment va pertànyer a la tradició Sant del nord de l'Índia, un moviment associat amb el gran poeta i místic Kabir.." Surjit Singh Gandhi no està d'acord, i escriu "Guru Nanak tant en el seu model de pensament com en el model d'acció era fonamentalment diferent de Kabir i, per això, altres bhaktas o sants radicals (sant ha estat utilitzat erròniament per a aquests bhaktas per Mcleod). Per tant, considerar Kabir com una influència en Guru Nanak és incorrecte, tant històricament com teològicament".
McLeod situa a Nanak en la tradició de Sant que incloïa Kabir i afirma que les seves doctrines fonamentals van ser reproduïdes per Nanak. JS Grewal contesta aquesta visió i afirma que l'enfocament de McLeod és limitant en el seu abast perquè "McLeod només té en compte els conceptes, ignora completament les pràctiques, es concentra en les similituds i ignora totes les diferències".

## En la cultura popular
Hi ha diverses al·lusions a la poesia de Kabir a la música de cinema índia principal. La cançó principal de l'àlbum Jhini de la banda de fusió sufí de l'Oceà Índic és una interpretació enèrgica del famós poema de Kabir "The intricately woven blanket", amb influències del folk indi, les tradicions sufís i el rock progressiu.
El Kabir Cafe de Neeraj Arya combina les cobles de Kabir amb la música contemporània que afegeix elements de rock, carnàtic i folk. Les representacions populars inclouen Halke Gaadi Haanko, Chadariya Jhini i Chor Awega. Kabir Cafe afirma que viure les seves vides tal com suggereix Kabir els ha portat a experimentar algunes d'aquestes veritats i això es reflecteix en les seves actuacions.
El cantant clàssic Kumar Gandharva, és àmpliament reconegut per la seva meravellosa interpretació de la poesia de Kabir.
El documentalista Shabnam Virmani, del projecte Kabir, ha produït una sèrie de documentals i llibres que recorren la filosofia, la música i la poesia de Kabir a l'Índia i el Pakistan actuals. Els documentals inclouen cantants de folk indi com Prahlad Tipanya, Mukhtiyar Ali i el pakistanès Qawwal Fareed Ayaz. El festival Kabir es va organitzar a Bombai, Índia el 2017.
L'àlbum No Stranger Here de Shubha Mudgal, Ursula Rucker es basa molt en la poesia de Kabir. La poesia de Kabir ha aparegut de manera destacada a les pel·lícules del cineasta Anand Gandhi Right Here Right Now (2003) i Continuum. La cantant sufí pakistanesa Abida Parveen ha cantat Kabir en un àlbum complet.

## Crítica
Kabir ha estat criticat per la seva representació de les dones. Nikky-Guninder Kaur Singh afirma: "L'opinió de Kabir sobre les dones és despectiva". Wendy Doniger conclou que Kabir tenia un biaix misògin. Schomer afirma que per a Kabir, la dona és "kali nagini (una cobra negra), kunda naraka ka (el pou de l'infern), juthani jagata ki (les deixalles del món)". Segons Kabir, una dona impedeix el progrés espiritual de l'home.
| «                                              | La dona ho arruïna tot quan s'acosta a l'home; La devoció, l'alliberament i el coneixement diví ja no entren a la seva ànima. | » |
| — Kabir, Traduït per Nikky-Guninder Kaur Singh | |   |

En contrast amb la interpretació de Singh de les opinions de gènere de Kabir, Dass interpreta la secció Rag Asa d'Adi Granth com Kabir demanant a una dona jove casada que deixi de velar-se la cara i que no adopti aquests hàbits socials. Dass afegeix que la poesia de Kabir es pot interpretar de dues maneres, una literalment on la dona es refereix a la dona humana, una altra al·legòricament on la dona és el simbolisme de la seva pròpia ànima i Rama és el Senyor-espòs.
- Pel·lícules sobre Kabir:
  - Bhakta Kabir, una pel·lícula índia de 1942
  - Mahatma Kabir (pel·lícula), una pel·lícula índia de 1947 en kannada
  - Mahathma Kabir, una pel·lícula índia en kannada de 1962
- Kālidāsa
- Tulsidas